# 울산 백양사 신중도
백양사 신중도(白楊寺 神衆圖)는 울산광역시 중구 백양사에 있는 조선시대의 신중도이다. 2013년 8월 16일 울산광역시의 유형문화재 제27호로 지정되었다.

## 개요
신중탱은 불법을 수호하는 신들을 그린 불화로, 조선후기 18세기부터 20세기 전반에 집중적으로 그려졌음. 작품 하단의 화기를 통해 1878년 금어 덕운영운을 비롯한 2명의 화승에 의해 제작되었다는 것을 알 수 있다.
전체적으로 화면 중심에 그려진 위태천과 향우측의 합장형 법천, 향좌측 연꽃을 두손으로 받쳐든 제석천이 삼각구도를 이루는 구성이다.
채색은 명도가 높은 적색을 주로 사용하고, 녹색과 청색의 사용이 눈에 띄며, 색조의 화려함에 비해 전체적으로 문양이 억제된 편이다.
화기가 정확하게 남아있어, 제작연도와 제작자를 파악할 수 있으므로, 19세기 후반 신중도의 양식 및 특징을 연구하는데 중요한 자료이다.

## 참고 자료
- 백양사 신중도 - 국가유산청 국가유산포털